# Le Thoronet
Le Thoronet è un comune francese di 2 253 abitanti situato nel dipartimento del Var della regione della Provenza-Alpi-Costa Azzurra.

## Società

### Evoluzione demografica
Abitanti censiti